# Zancleopsidae
Zancleopsidae är en familj av nässeldjur. Zancleopsidae ingår i ordningen Anthoathecata, klassen hydrozoer, fylumet nässeldjur och riket djur. Enligt Catalogue of Life omfattar familjen Zancleopsidae 6 arter. 
Kladogram enligt Catalogue of Life:
| Zancleopsidae | \| \| Dicnida \| \| \| \| \| \| Zancleopsis \| \| \| \| |
|               | \| \| Dicnida \| \| \| \| \| \| Zancleopsis \| \| \| \| |
|               | Dicnida                                                 |
|               |                                                         |
|               | Zancleopsis                                             |
|               |                                                         |